# V340 Возничего
V340 Возничего (лат. V340 Aurigae) — одиночная переменная звезда в созвездии Возничего на расстоянии (вычисленном из значения параллакса) приблизительно 10437 световых лет (около 3200 парсеков) от Солнца. Видимая звёздная величина звезды — от +13m до +12,3m.

## Характеристики
V340 Возничего — красная углеродная пульсирующая полуправильная переменная звезда (SR) спектрального класса C. Эффективная температура — около 3294 K.